# Зграда Старе кафане у Заграђу
Зграда Старе кафане је објекат који је подигнут 1881. године. Налази се у Заграђу код Зајечара, а за проглашен је за непокретно културно добро као споменик културе Србије.

## Опште информације
Објекат кафане припадао је породици Живковић и налази се у центру села Заграђе у непосредној близини Спомен чесме и Дома културе. Кафана је подигнута 1881. године и радила је као сеоска кафана до 1941.
Зграду је направио Живко Стевановић уз помоћ месног свештеина, а намењена је за угоститељски објекат па је нешто већих димензија. Са јужне стране целом дужином налази се трем где је било осам стубова на које се ослања део кровног покривача. Сви стубови су направљени од храстовог дрвета, а из трема се једним вратима улази у просторију кафане, а другим у ходник.
Прозори објекта су велики са по два крила и десет окана. У кухињи се некада налазило очувано огњише и узидани шпорет. Зграда је правоугаоне основе дужине 20 метара и ширине 15,5 м. Дебљина зидова објекта је 70 цм, док је висина зидова у свим просторијама 4 метара.